# Ta-Dah
Ta-Dah è il secondo album del gruppo statunitense degli Scissor Sisters. Nell'album, uscito nel 2006, è contenuta la hit internazionale I Don't Feel Like Dancin'.

## Tracce
1. I Don't Feel Like Dancin' – 4:48 (Scott Hoffman, Jason Sellards, Elton John)
2. She's My Man – 5:31 (Scott Hoffman, Jason Sellards)
3. I Can't Decide – 2:46 (Scott Hoffman, Jason Sellards)
4. Lights – 3:35 (Scott Hoffman, Jason Sellards, Carlos Alomar)
5. Land of a Thousand Words – 3:50 (Scott Hoffman, Jason Sellards)
6. Intermission – 2:37 (Scott Hoffman, Jason Sellards, Elton John)
7. Kiss You Off – 5:02 (Scott Hoffman, Jason Sellards, Ana Lynch)
8. Ooh – 3:29 (Scott Hoffman, Jason Sellards, Derek Gruen)
9. Paul McCartney – 3:44 (Scott Hoffman, Jason Sellards, Derek Gruen, Carlos Alomar)
10. The Other Side – 4:22 (Scott Hoffman, Jason Sellards, John "JJ" Garden)
11. Might Tell You Tonight – 3:20 (Scott Hoffman, Jason Sellards)
12. Everybody Wants the Same Thing – 4:22 (Scott Hoffman, Jason Sellards, Patrick Seacor, Paul Leschen, Ana Lynch)

Durata totale: 47:26
Traccia bonus nell'edizione inglese
1. Transistor – 4:51 (Scott Hoffman, Jason Sellards)

Traccia bonus nell'edizione giapponese
1. Ambition – 4:42 (Scott Hoffman, Jason Sellards)

Traccia bonus nell'edizione deluxe
1. Hair Baby – 4:06 (Scott Hoffman, Jason Sellards, Derek Gruen, Carlos Alomar)
2. Contact High (versione demo) – 3:37 (Scott Hoffman, Jason Sellards, Ana Lynch)
3. Almost Sorry – 3:15 (Scott Hoffman, Jason Sellards, Paul Williams)
4. Transistor – 4:51 (Scott Hoffman, Jason Sellards)
5. Making Ladies – 4:39 (Scott Hoffman, Jason Sellards)
6. I Don't Feel Like Dancin' (Paper Faces remix) – 6:34 (Scott Hoffman, Jason Sellards, Elton John)